# Armeense Rode Leger
Het Armeense Rode Leger (Armeens: Հայ կարմիր բանակ, Hay karmir banak) was een kleine militante organisatie die verantwoordelijk was voor de mislukte aanslag op de auto van Kemalettin Demirer, de Turkse consul in Rotterdam, op 21 juli 1982.
Vier daders beschoten op de Westersingel in Rotterdam de auto van de consul die lichtgewond raakte. Penyemin Evingulu, een Turk van Armeense komaf, werd als enige gearresteerd door de Rotterdamse politie en tot zes jaar celstraf veroordeeld. Het conflict over de Armeense Genocide zou aan de aanslag ten grondslag gelegen hebben. Evingulu gaf aan dat de organisatie in Beiroet, de hoofdstad van Libanon, gevestigd was.